# Erik Hamrén
Erik Anders Hamrén (Ljusdal, 1957. június 27. –) svéd labdarúgó, edző.

## Edzői statisztika
2020. november 18-án lett frissítve.
| Csapat     | Nemzet     | –tól            | –ig            | Mérkőzések | Mérkőzések | Mérkőzések | Mérkőzések | Mérkőzések |
| Csapat     | Nemzet     | –tól            | –ig            | M          | Gy         | V          | D          | Gy %       |
| ---------- | ---------- | --------------- | -------------- | ---------- | ---------- | ---------- | ---------- | ---------- |
| AaB        | Dánia      | 2004. január    | 2008. május    | 84         | 58         | 8          | 18         | 69,0       |
| Rosenborg  | Norvégia   | 2008. június    | 2010. május    | 77         | 43         | 23         | 11         | 55,8       |
| Svédország | Svédország | 2009. november  | 2016. június   | 83         | 45         | 16         | 22         | 54,2       |
| Izland     | Izland     | 2018. augusztus | 2020. november | 24         | 7          | 3          | 14         | 29,2       |
| Összesen   | Összesen   | Összesen        | Összesen       | 268        | 153        | 50         | 65         | 57,1       |

## Sikerei, díjai
Edzőként
AIK
- Svéd kupagyőztes: 1995–1996, 1996–1997

Örgryte IS
- Svéd kupagyőztes: 1999–2000

AaB Fodbold
- Dán Szuperliga bajnok: 2007–08

Rosenborg BK
- Norvég Tippeliga győztes: 2009, 2010
- Norvég mesterkupagyőztes: 2010

műszaki igazgatóként
Mamelodi Sundowns
- Nedbank-kupagyőztes: 2018

Egyéni
- Az év dán labdarúgó-edzője: 2008
- Az év norvég labdarúgó-edzője: 2009